# Rumen Pejčev
Rumen Pejčev (in bulgaro Румен Пейчев?; 28 dicembre 1951 – 3 dicembre 2010) è stato un cestista e allenatore di pallacanestro bulgaro.

## Carriera
Con la Bulgaria ha disputato cinque edizioni dei Campionati europei (1969, 1971, 1973, 1977, 1979).